# Greifenburg
Greifenburg est une commune (Marktgemeinde) autrichienne du district de Spittal an der Drau, en Carinthie.

## Géographie
Le territoire communal s'étend dans la vallée étroite de la Drave supérieure, entre le chaînon de Kreuzeck (partie des Hohe Tauern) au nord et les Alpes de Gailtal au sud. L'Emberger Alm, un alpage ainsi qu'une station de ski de petite taille, se trouve à quelques kilomètres au nord-ouest.
La route principale Drautal Straße, partie de la route européenne 66, traverse la municipalité ; une rue bifurquant mène au la Weissensee au sud-est.

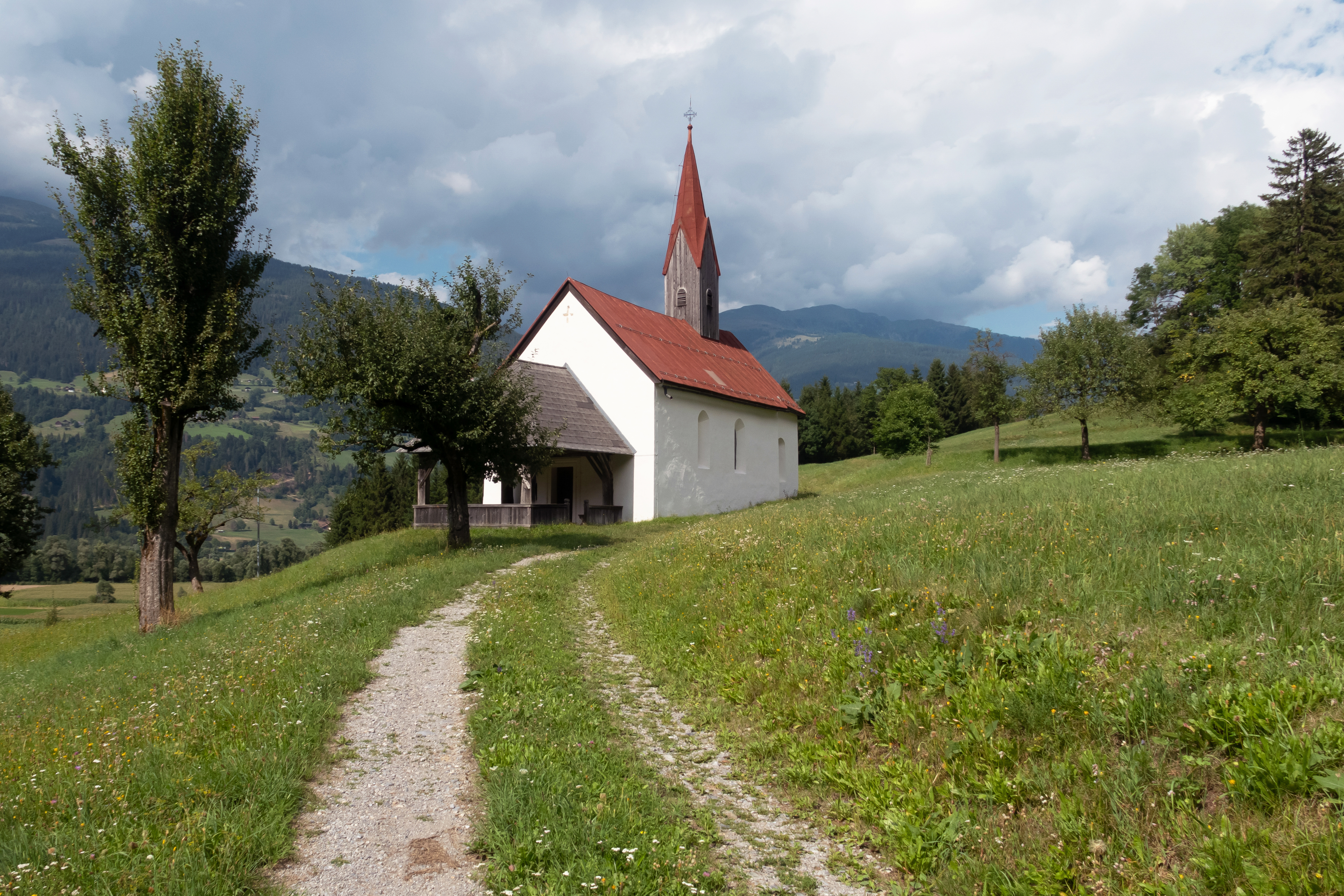
Amlach, la chapelle: Dreifaltigkeitskapelle

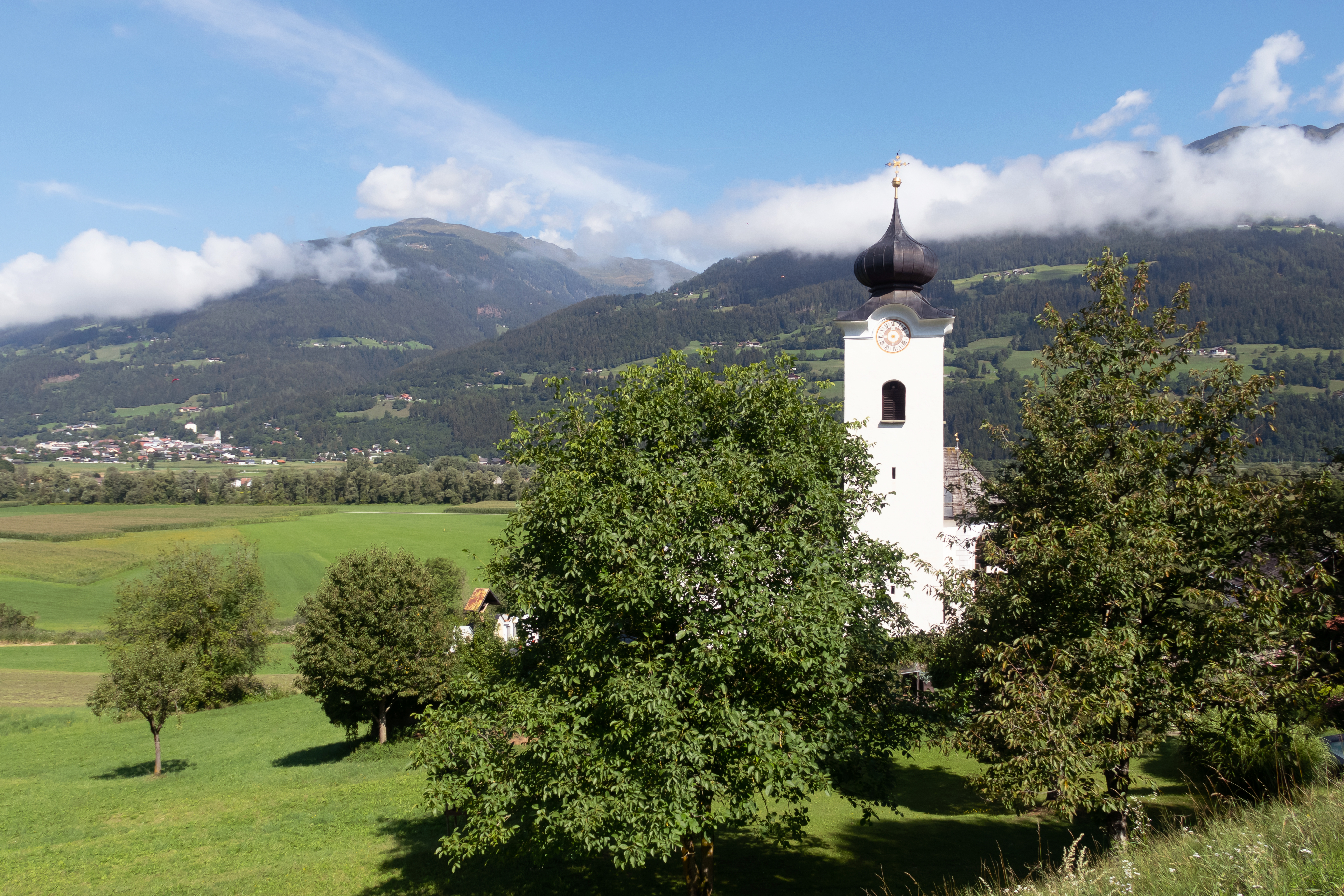
Waisach, l'église: katholische Pfarrkirche Sankt Nikolaus

## Histoire
Depuis l'époque romaine, une voie emprunte la vallée de la Drave menant à Aquilée via le col du Monte Croce Carnico. Le château de Greifenburg fut mentionné pour la première fois en 1166 ; il  était la possession des ducs de Carinthie. Le duc Meinhard y meurt en 1296. Albert II de Habsbourg et son frère Othon, ducs de Carinthie depuis 1335, donnaient le domaine au comtes de Goritz.